# Begijnhof (Amsterdam)

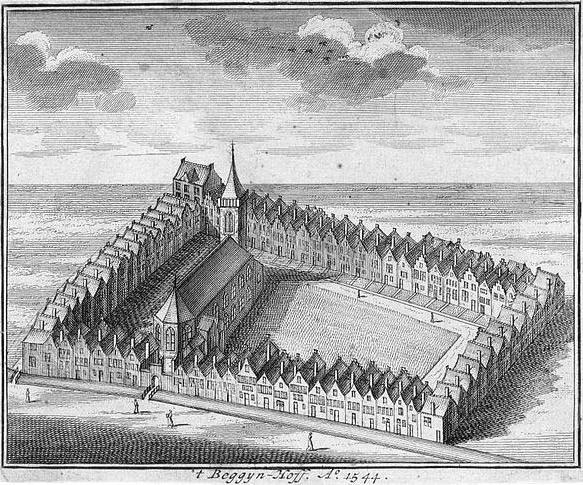
Il Begijnhof di Amsterdam nel 1544

Il Begijnhof ("beghinaggio") è un complesso di 164 abitazioni, costruite tra il XV e il XVIII secolo, situato nella parte occidentale del centro di Amsterdam.
Il luogo – come suggerisce il nome – è un ex-beghinaggio, fondato nel 1346 da una confraternita di beghine (donne che non avevano preso i voti, ma dedicavano la propria vita all'assistenza di malati ed anziani) provenienti dai dintorni della capitale olandese, ed è il più antico tra gli hofjes ("piccoli cortili") della città. Oggi è invece abitato per lo più da signore anziane con poche disponibilità economiche e da studenti, attratti dalle favorevoli condizioni dei canoni d'affitto; l'ultima beghina vi visse fino al 1976.

## Caratteristiche

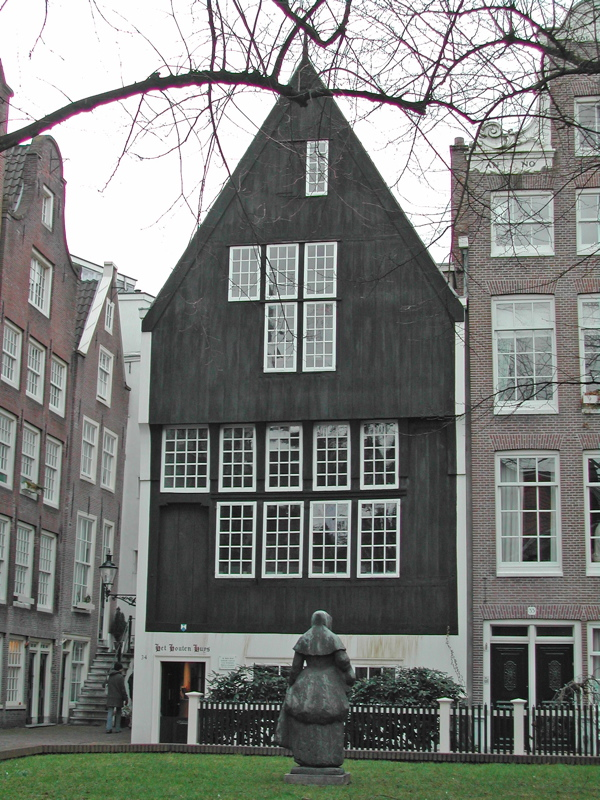
La casa più antica di Amsterdam.

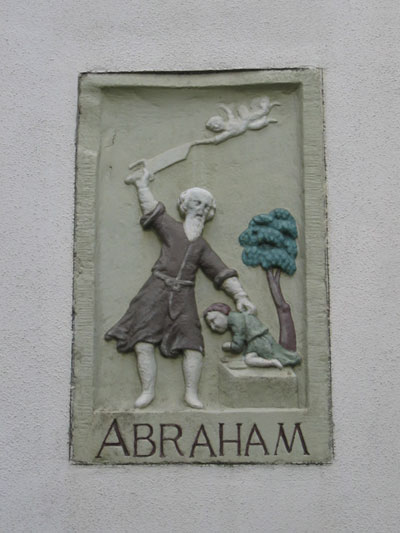
Formella rappresentante l'episodio biblico del sacrificio di Isacco.

Le case del Begijnhof sono racchiuse a mo' di quadrilatero attorno ad un cortile (hof), al quale si accede da Spui attraverso una porticina dedicata a Sant'Orsola.
La maggior parte degli edifici risale al XV e il XVIII secolo; soltanto 10 abitazioni risalgono al XV secolo. Non rimane invece nulla delle abitazioni delle beghine del XIV secolo, distrutte dai violenti incendi del 1421 e del 1452.
All'interno del Begijnhof, si trovano la Engelse Kerk (Chiesa inglese), una chiesa del 1419, una chiesa cattolica clandestina costruita nel 1671  e la casa più antica di Amsterdam (al nr. 34), dalla facciata in legno (restaurata), risalente al 1460 o al 1475.
Quasi tutte le case sono abbellite da formelle che illustrano episodi biblici.

## Galleria d'immagini

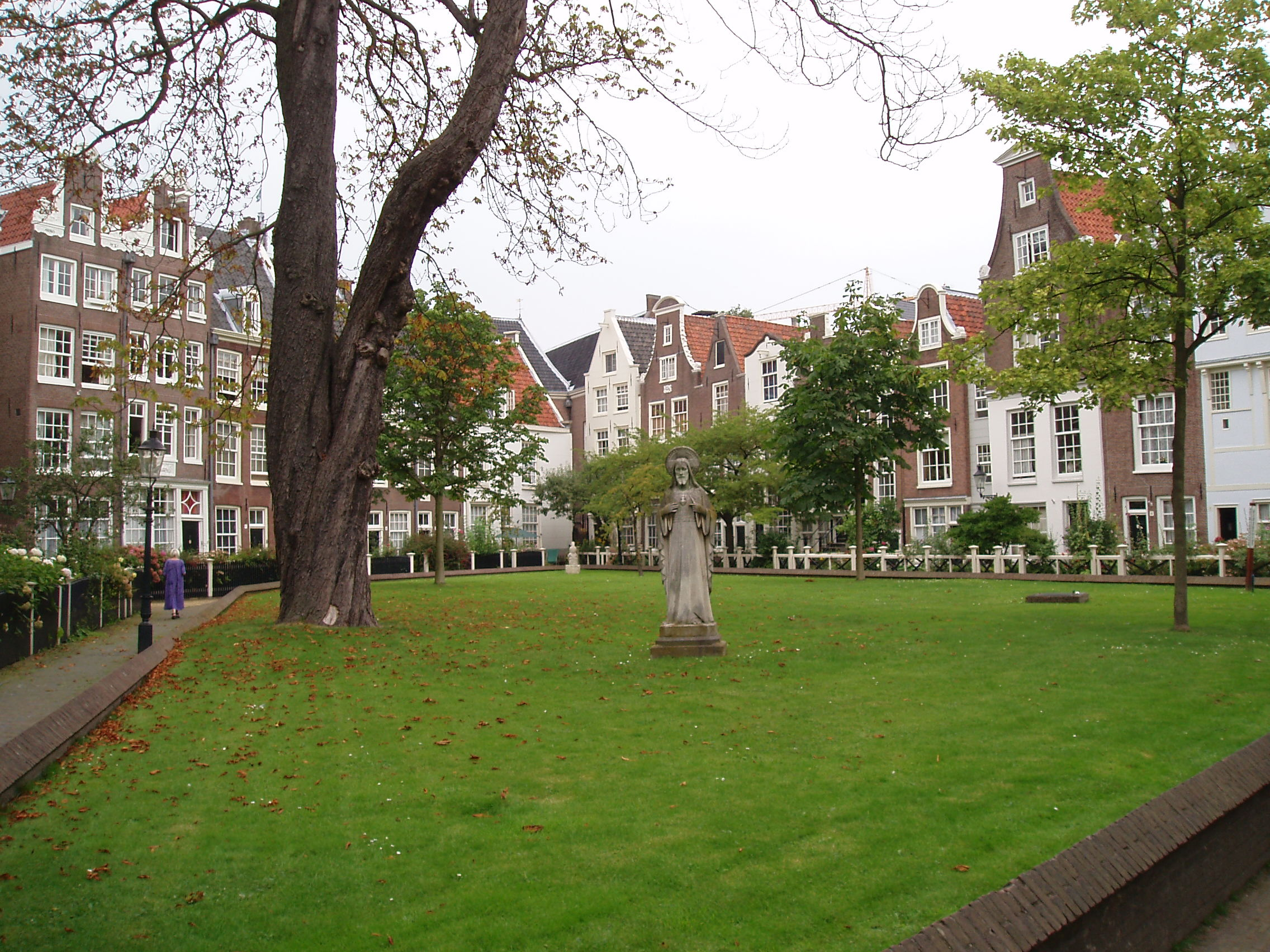
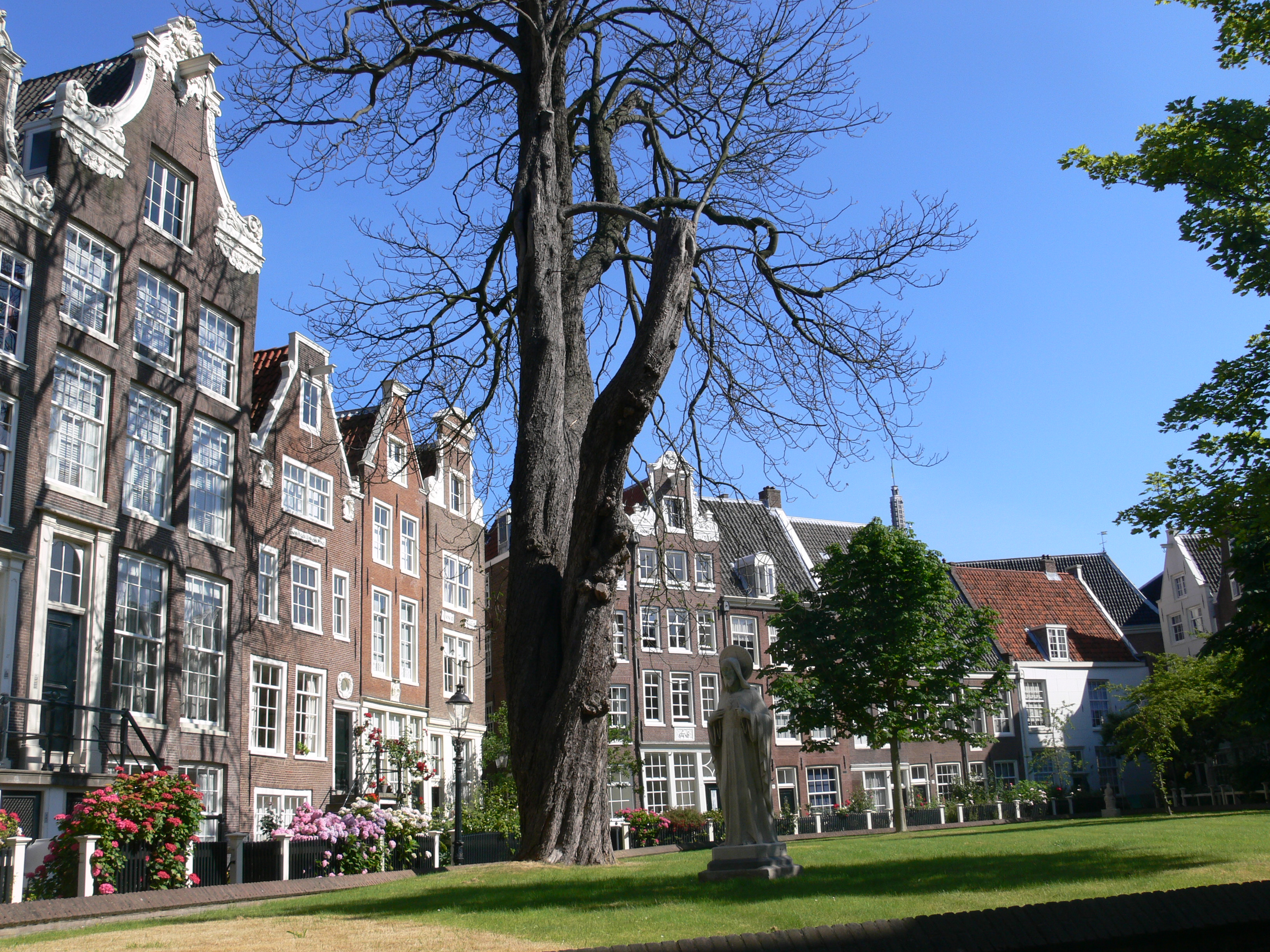
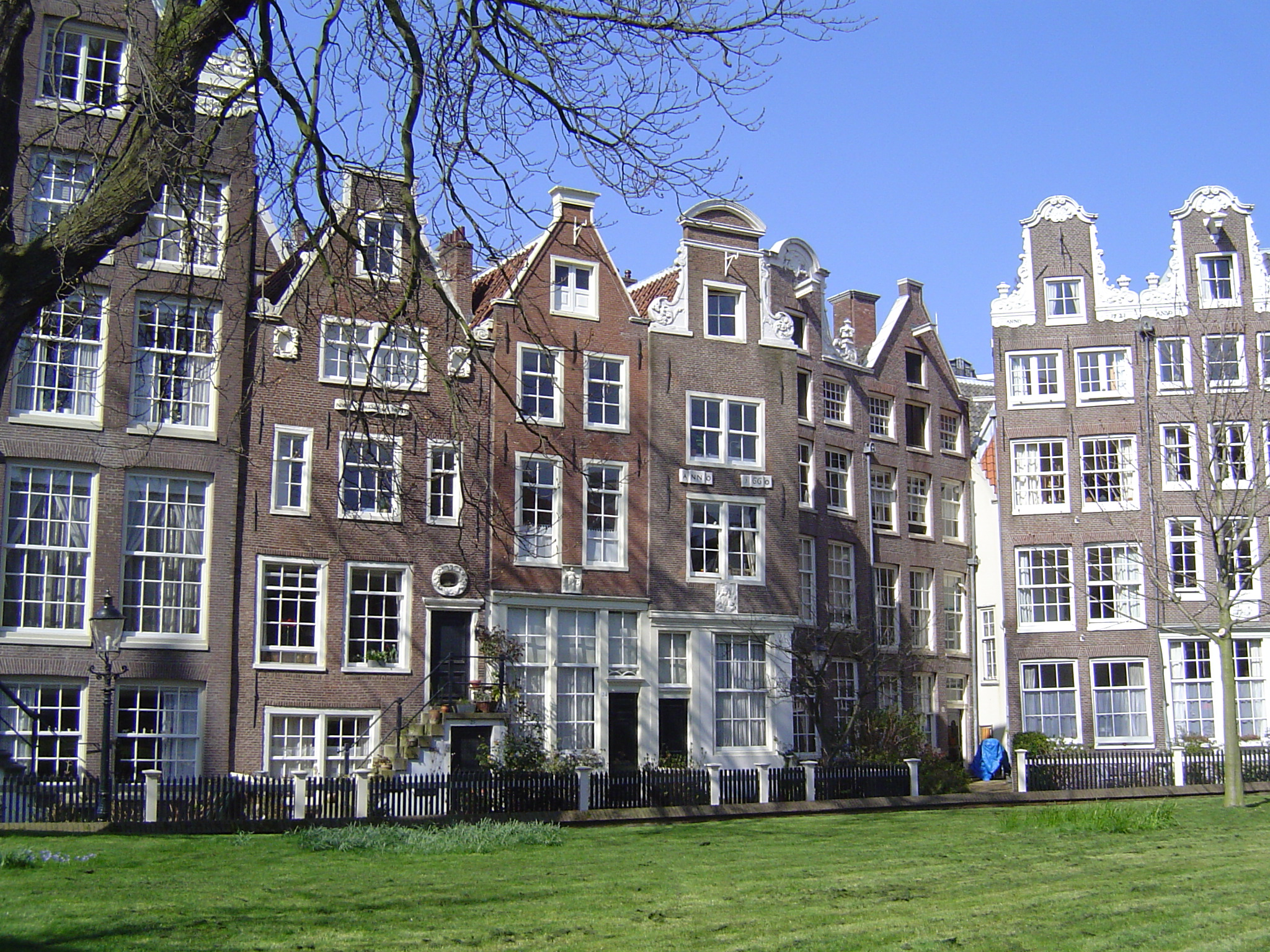
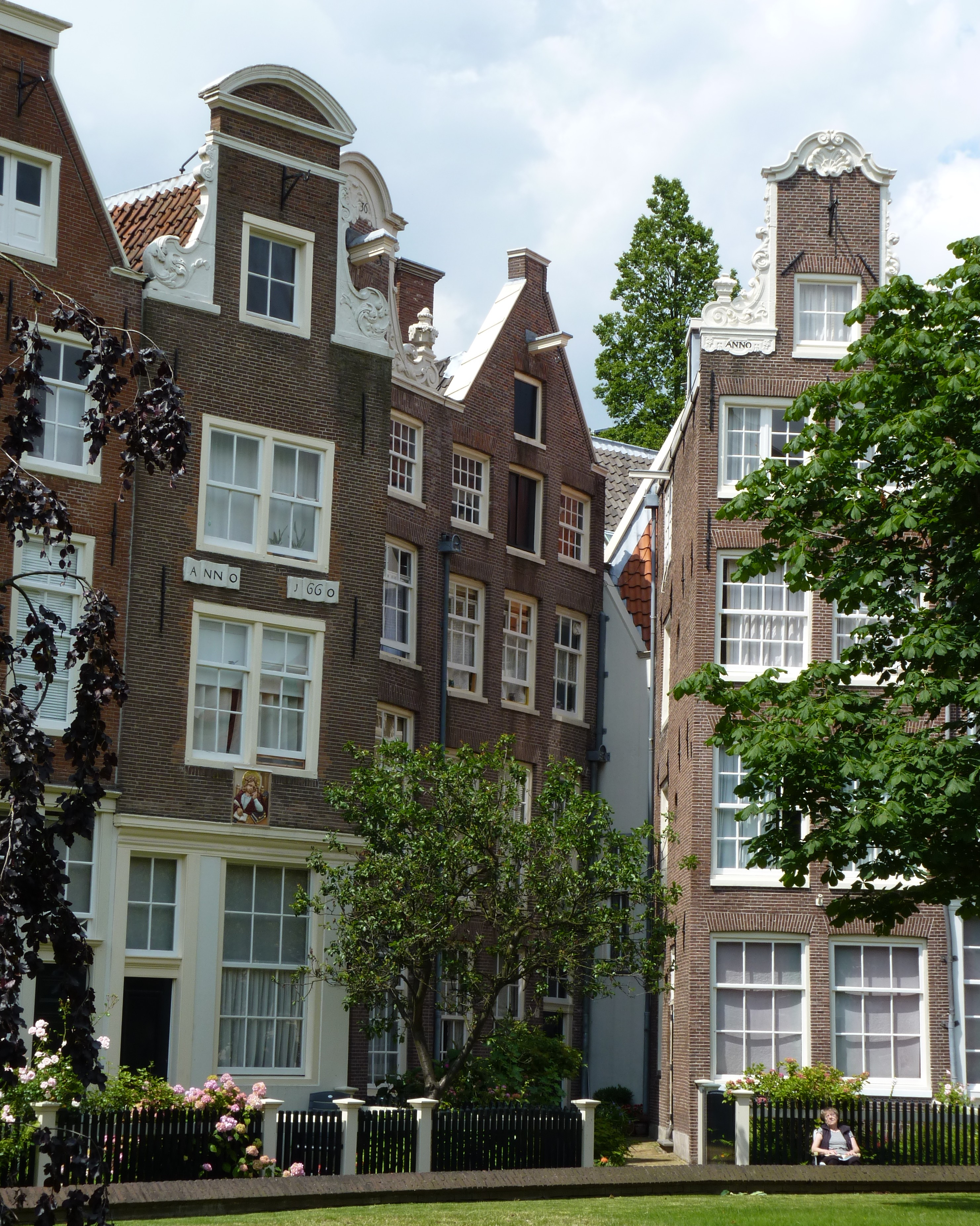
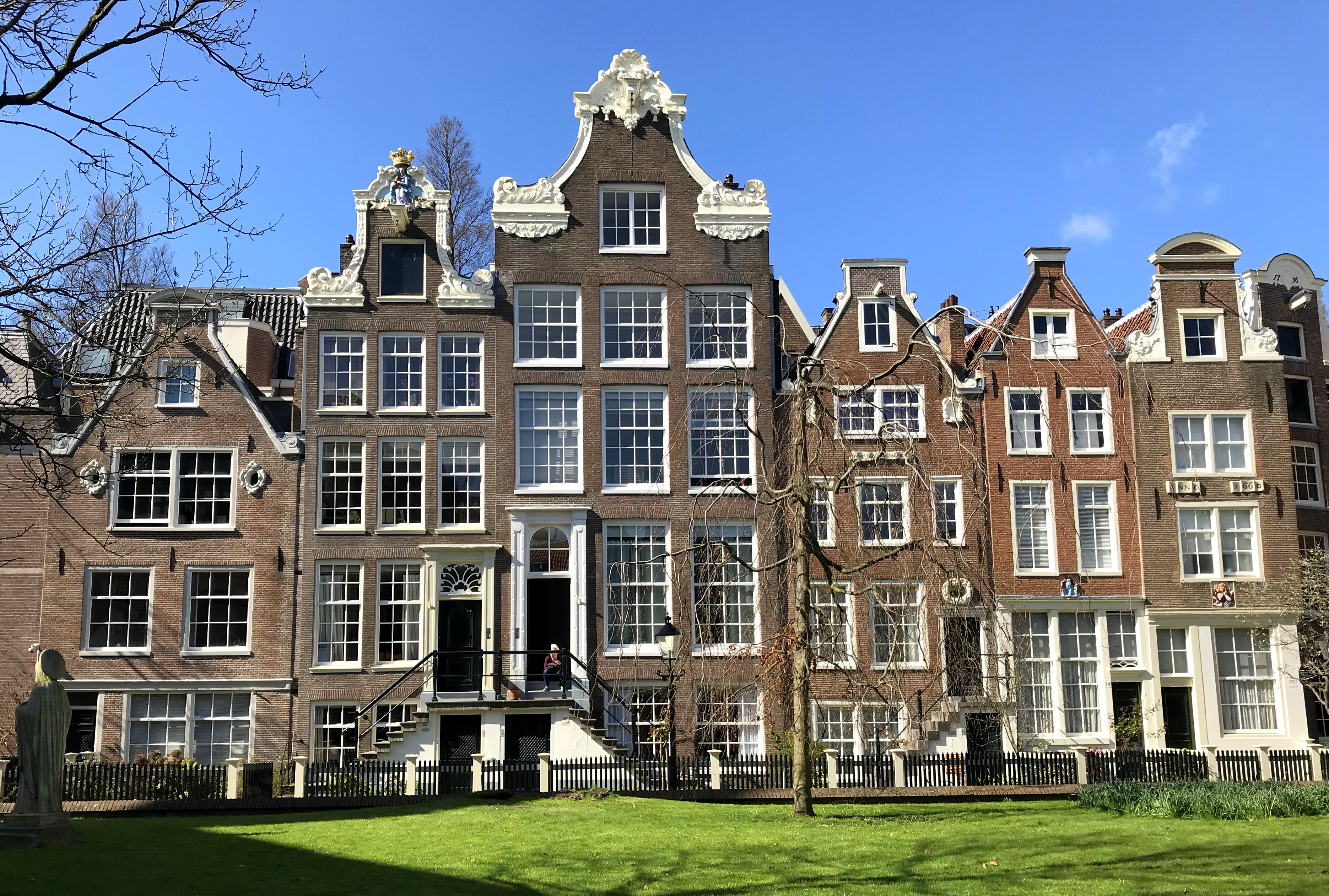
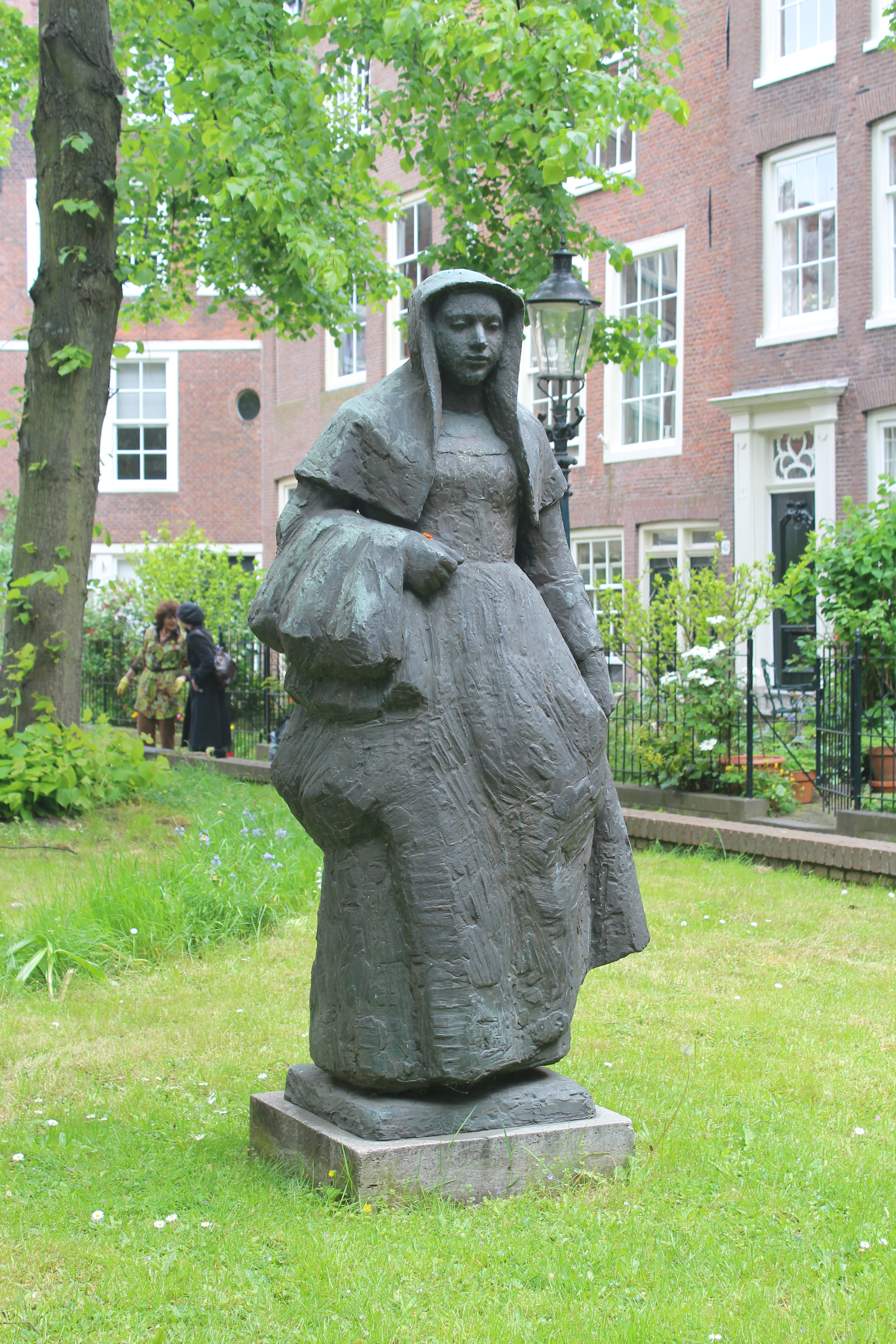
Statua di una beghina nel cortile Begijnhof.